# Erica nematophylla
Erica nematophylla är en ljungväxtart som beskrevs av Guthrie och Bolus. Erica nematophylla ingår i släktet klockljungssläktet, och familjen ljungväxter. Inga underarter finns listade i Catalogue of Life.